# 잔치국수
잔치국수, 국수장국, 온면(溫麵)은 밀가루로 만든 소면 종류의 국수를 멸치로 낸 국물에 말아서 만든 음식이다.

## 재료
잔치국수는 쇠고기나 다시마로 국물을 낼 수도 있다. 참기름, 간장, 마늘, 파, 고춧가루 등을 버무린 양념장과 함께 낸다. 국수 위에는 얇게 부친 달걀 지단과 김, 호박 등을 고명으로 얹는다. 가정에서 간편히 만드는음식

## 이름
잔치국수라는 이름은 잔치 때 먹는 음식이라는데서 나왔다. 조선시대는 밀가루를 귀한 음식 재료로 여겨, 밀가루로 만드는 국수는 전통적으로 한국의 결혼식이나 생일잔치, 환갑잔치와 같은 행사에서 손님들에게 대접하던 음식이 되었다. 국수는 음식 가운데 긴 길이로 '장수'의 뜻을 담게 되었고, 결혼식 피로연에서도 신랑과 신부의 결혼 생활이 오래 이어지라고 기원하는 뜻도 담아 내놓았다.

## 같이 보기
- 한국 요리
- 국수
- 냉면
- 막국수
- 쫄면
- 쌀국수